# Physoconops sylvosus
Physoconops sylvosus är en tvåvingeart som först beskrevs av Samuel Wendell Williston  1882.  Physoconops sylvosus ingår i släktet Physoconops och familjen stekelflugor. Inga underarter finns listade i Catalogue of Life.